# Giana Romanowa
Giana Aleksandrowna Romanowa (ros. Гиана Александровна Романова, ur. 10 marca 1954 we wsi Sjatry w rejonie ciwilskim w Czuwaszji) – ukraińska lekkoatletka, biegaczka średniodystansowa, mistrzyni Europy z 1978.  W czasie swojej kariery reprezentowała Związek Radziecki. 
Zwyciężyła w biegu na 1500 metrów na mistrzostwach Europy w 1978 w Pradze, wyprzedzając Natalię Mărășescu z Rumunii i Totkę Petrową z Bułgarii. Na tych samych mistrzostwach zajęła 5. miejsce w biegu na 3000 metrów. Zajęła 2. miejsce w biegu na 1500 metrów w finale pucharu Europy w 1979 w Turynie, a następnie 2. miejsce w tej konkurencji na zawodach pucharu świata w 1979 w Montrealu. 
Startowała z powodzeniem w mistrzostwach świata w biegach przełajowych. Zdobyła brązowy medal indywidualnie na mistrzostwach w 1977 w Düsseldorfie, przegrywając tylko z Carmen Valero z Hiszpanii i swoją koleżanką z reprezentacji ZSRR Ludmiłą Braginą. Reprezentacja Związku Radzieckiego zdobyła wówczas złoty medal drużynowo. Romanowa zajmowała również indywidualnie 8. miejsce w 1976, 12. miejsce w 1979, 4. miejsce w 1980 i 32. miejsce w 1981 (drużynowo Związek Radziecki zdobył złote medale w 1976, 1980 i 1981 oraz srebrny medal w 1979).
Była mistrzynią ZSRR w biegu na 3000 metrów w 1976 i w biegu na 1500 metrów w 1979, wicemistrzynią w biegu przełajowym na 2 kilometry w 1976 oraz brązową medalistką w biegu na 3000 metrów w 1975, a w hali mistrzynią w biegu na 1500 metrów w 1976 i 1977 oraz brązową medalistką w biegu na 3000 metrów w 1976.
Rekordy życiowe Romanowej:
- bieg na 800 metrów – 2:00,6 (1978)
- bieg na 1500 metrów – 3:59,01 (3 września 1978, Praga)
- bieg na 3000 metrów – 8:41,8 (12 lipca 1980, Moskwa)

Pracowała jako trenerka i nauczycielka w Czeboksarach.